# Hippeastrum fuscum
Hippeastrum fuscum là một loài thực vật có hoa trong họ Amaryllidaceae. Loài này được Kraenzl. mô tả khoa học đầu tiên năm 1908.